# 新井雄也
新井 雄也（あらい ゆうや、1995年12月20日 - ）は、日本の俳優。声優、ナレーターとしても活動。群馬県出身。東京アニメ・声優専門学校卒業後、サンミュージックに所属。

## 人物
- 趣味は舞台観劇、杏仁豆腐作り、カラオケ、絵を描くこと、スポーツ[1]。
- 得意なスポーツはサッカー、バスケットボール、短距離走、スイミング[1]。
- 普通自動二輪免許、ビジネス文書検定1級資格、情報処理検定2級資格、普通電卓検定1級資格を有している[1]。
- 高校時代はバンドを組んでいた。声優を目指し、声優の専門学校に進学。

## 出演

### 舞台
- 舞台『プリンス・オブ・ストライド THE LIVE STAGE』エピソード2（2017年4月22日 - 30日、シアター1010 / 5月5日 - 7日、森ノ宮ピロティホール） - 碓氷光 役[3]
- テイルズ オブ ザ ステージ -最後の預言-（2017年8月30日・31日、メルパルクホール大阪 / 9月5日・6日、中野サンプラザ） - アッシュ 役[4]
- 舞台「バグバスターズ2」（2017年11月23日 - 11月26日、俳優座劇場） - 高畑晴輝 役[5]
- 舞台「ピッッツア☆」（2017年12月23日 - 30日、シアターサンモール）[6]
- テイルズ オブ ザ ステージ -ローレライの力を継ぐ者-（2018年6月15日、横浜アリーナ） - アッシュ 役[7]
- テイルズ オブ ザ ステージ -ローレライの力を継ぐ者- EMOTIONAL ACT（2018年8月22日 - 26日、Zepp DiverCity / 9月8日・9日、Zepp Namba） - アッシュ 役[7]
- ガールズ系オリジナルミュージカル「デストロイヤー花」（2018年10月27日 - 11月4日、CBGKシブゲキ!!） - 喜代治 役[8]
- 【爆走おとな小学生】第八回課外授業『CRIMINAL』（2019年1月4日 - 6日、新宿村LIVE） - 陸 役[9]
- 【爆走おとな小学生】第八回全校集会『舞台版「魔法少女（？）マジカルジャシリカ」☆第壱磁マジカル大戦☆』（2019年3月13日 - 3月17日、シアターサンモール） - ソレンジャーアクセス 役
- ミュージカル忍たま乱太郎　第十弾～これぞ忍者の大運動会だ！～（2019年5月10日 - 26日、東京ドームシティGロッソ / 2019年6月8日 - 9日、春日井市民会館）中在家長次 役
- 【爆走おとな小学生】「初等教育ロイヤル」（2019年6月20日 - 23日、ABCホール） - 鈴木くん 役
- 劇団6番シード「ミキシングレディオ２０２０」（2020年6月25日 - 7月5日、シアターKASSAI） - 柿ノ木雅春 役[10]
- ミュージカル忍たま乱太郎　第十弾再演～これぞ忍者の大運動会だ!～（2019年10月14日 - 27日、東京ドームシティGロッソ / 2019年11月8日 - 10日、あましんアルカイックホール）- 中在家長次 役
- ミュージカル忍たま乱太郎　第十弾 忍術学園学園祭（2020年1月10日 - 13日、舞浜アンフィシアター / 2020年1月17日 - 19日、クールジャパンパークWWホール）- 中在家長次 役
- ミュージカル忍たま乱太郎　第十一弾～忍たま恐怖のきもだめし～(2020年10月9日 - 25日、東京ドームシティ シアターGロッソ 2020年11月14日 - 15日、春日井市民会館 2020年11月27日 - 29日、あましんアルカイックホール）)※10月9日〜16日 中止、11月27日 - 29日中止　-  主演：中在家長次 役
- ミュージカル忍たま乱太郎　第十一弾 ～忍術学園学園祭～｣2021年1月16日 - 17日、東京国際フォーラム 2021年1月29日 - 31日、クールジャパンパークWWホール）  - 中在家長次 役 ※1月16日 - 17日、中止
- ミュージカル忍たま乱太郎　第十一弾再演～忍たま恐怖のきもだめし～(2021年4月9日 - 25日、シアターGロッソ)  - 主演：中在家長次  役
- 舞台『剣が君-残桜の舞-』再演（2021年6月2日 - 6月6日、こくみん共済 coopホール／スペース・ゼロ） - 柳生三厳 役[11]
- Flying Trip vol.18「ギミトリックバード」（2022年7月13日 - 21日、こくみん共済 coop ホール / スペース・ゼロ）[12]
- ミュージカル忍たま乱太郎 第十三弾 忍術学園 学園祭2023（2023年12月8日 - 10日、TACHIKAWA STAGE GARDEN / 12月15日 - 17日、COOL JAPAN PARK OSAKA TTホール） - 中在家長次 役[13]
- 獣愛ブースト音楽劇「Lamento -BEYOND THE VOID-」（2024年2月16日 - 25日、ステラボール） - ウル 役[14]
- ENG10周年記念公演「FROG〜新選組寄留記〜」（2024年3月20日 - 24日、六行会ホール） - 藤堂平助 役[15][16]
- 修羅王丸外伝「闇闘演舞伝」（2024年8月7月 - 12日、劇場MOMO / 9月6日 - 8日、ベイサイドライブホール）[17]
- ENG 第22回公演 九龍の玉漿 （2025年 3月19日 - 23日、六行会ホール） - 林立(レン・リー)青年期 役
- ミュージカル忍たま乱太郎 第十五弾 走れ四年生! 戦え六年生! 〜閻魔岳を駆け抜けろ〜（2025年5月23日 - 6月8日、シアターGロッソ / 6月14日・15日、COOL JAPAN PARK OSAKA WWホール） - 中在家長次 役[18]
- 舞台「スタンドマイヒーローズ」（2025年9月3日 - 14日〈予定〉、シアターサンモール） - 荒木田蒼生 役[19]

### テレビドラマ
- 美女と男子（2015年、NHK） - ミキサー 役

### テレビアニメ
- フットサルボーイズ!!!!!（2022年） - 結城心 役（声の出演[20]）

### ゲーム
- REALIVE!〜帝都神楽舞隊〜（2019年） - 皆川修司 役（声の出演[21]）
- フットサルボーイズ!!!!! ハイファイリーグ（2021年） - 結城心 役（声の出演[22]）
- 戦国小町苦労譚 語絵巻 - カタリエマキ - - 近衛前久 役（声の出演[23]）

### ラジオ
- 山口勝平の殿様ラジオでGO!ダッシュ!（2017年、超!A&G+） - レギュラー
- 山口勝平・星守紗凪のかっぺい流!?ボイス道場!（2017年9月、HiBiKi Radio Station）

## ディスコグラフィ

### キャラクターソング
| 発売日        | 商品名                                           | 歌 | 楽曲                       | 備考                                                     |
| ------------- | ------------------------------------------------ | --- | -------------------------- | -------------------------------------------------------- |
| 2019年10月2日 | Virgin Sky/愛がある限りここにいる                | 帝都東神楽舞隊基地・所属舞官 | 「Virgin Sky」             | ゲーム『REALIVE!〜帝都神楽舞隊〜』オープニングテーマ     |
| 2019年10月2日 | Virgin Sky/愛がある限りここにいる                | 帝都東神楽舞隊基地・所属舞官 | 「愛がある限りここにいる」 | ゲーム『REALIVE!〜帝都神楽舞隊〜』エンディングテーマ     |
| 2022年2月9日  | フットサルボーイズ!!!!! プレイヤーソングアルバム | フットサルボーイズ!!! | 「Higher Goals」           | ゲーム『フットサルボーイズ!!!!! ハイファイリーグ』主題歌 |
| 2022年2月9日  | フットサルボーイズ!!!!! プレイヤーソングアルバム | 樫良木ルイ（峯田大夢）、結城心（新井雄也）、久我巧生（村上聡）、花山院快斗（馬場惇平）、京極聖（宮瀬尚也）、二葉ともえ（山本智哉） | 「Grab for victory」       | 『フットサルボーイズ!!!!!』関連曲                        |

### ユニットメンバー
1. ↑  風見勇真（梶原岳人）、久能純（谷口博昭）、米倉鷹久（谷口淳志）、藤堂豪一郎（千葉瑞己）、白神透（會田海心）、赤音輝（小西成弥）、綾井雪松（遊馬晃祐）、貴船雅彦（小林竜之）、鯨屋練（大坪康亮）、サー・ユリエル・フィドルバード（沢城千春）、佐々木裕之助（古田一紀）、橘幸作（岡延明）、瀬乃崎宗（松岡一平）、東雲仁（宮崎遊）、高城貫（伊勢大貴）、椿坂龍馬（高橋健介）、双葉日向（汐谷文康）、双葉向夜（尾股未知也）、氷室零（伊藤昌弘）、津田新造（福西勝也）、皆川風汰（古畑恵介）、皆川修司（新井雄也）
2. ↑  大和晴（高良崚太）、榊星一郎（石森周斗）、月丘柊依（吉原康平）、幸永椿貴（山口諒太郎）、南雲竜（古田一紀）、天門泰雅（坂井易直）、樫良木ルイ（峯田大夢）、結城心（新井雄也）、久我巧生（村上聡）、花山院快斗（馬場惇平）、京極聖（宮瀬尚也）、二葉ともえ（山本智哉）、昂守希（佐久間貴生）、十河夏輝（千葉瑞己）、相庭京介（浦和希）、花村理央（多田啓太）、鞍馬雪丸（上村源）、桐生蓮（TAKA）、白河瞬（岡延明）、橘藤吾（大海将一郎）、今園彩人（森永彩斗）、水無瀬亜佐（菊池勇成）、秋月奏夜（津田拓也）、朝比奈碧（奥山敬人）、天王寺刻成（川島慶嗣）、世良龍太朗（下川草介）、水無瀬涼佑（石井孝英）、ガルシア・エミリオ（小塚亮輔）、蓮美朔（木津つばさ）